# Meteorito Murchison
O meteorito Murchison é um meteorito que caiu na Austrália em 1969 perto de Murchison, Vitoria. Pertence a um grupo de meteoritos ricos em compostos orgânicos. Devido à sua massa (mais de 100 kg) e o facto de ter sido uma queda observada, o meteorito Murchison é um dos mais estudados de todos os meteoritos.
Em janeiro de 2020, cosmoquímicos relataram que o material mais antigo encontrado na Terra até hoje são as partículas de carboneto de silício do meteorito Murchison, que foram determinadas como sendo 7 bilhões de anos, cerca de 2,5 bilhões de anos mais velhos do que a idade de 4,54 bilhões de anos da Terra e do Sistema Solar.  O estudo publicado observou que "as estimativas de vida útil da poeira dependem principalmente de modelos teóricos sofisticados. Esses modelos, no entanto, enfocam os pequenos grãos de poeira mais comuns e são baseados em suposições com grandes incertezas."

## História
Em 28 de setembro de 1969, aproximadamente às 10:58, hora local, perto de Murchison, Vitoria, na Austrália, uma bola de fogo brilhante foi observada se separando em três fragmentos antes de desaparecer, deixando uma nuvem de fumaça. Cerca de 30 segundos depois, um tremor foi ouvido. Muitos fragmentos foram encontrados espalhados por uma área maior que 13 km2 (5.0 sq mi), com massa individual de até 7 kg (15 lb); um, pesando 680 g (1.5 lb), quebrou um telhado e caiu no feno. A massa total coletada do meteorito excede 100 kg (220 lb).

## Classificação e composição
O meteorito pertence ao grupo CM de condritos carbonáceos. Como a maioria dos condritos CM, Murchison é petrológico do tipo 2, o que significa que experimentou uma grande alteração por fluidos ricos em água em seu corpo original antes de cair na Terra. Os condritos CM, juntamente com o grupo CI, são ricos em carbono e estão entre os meteoritos quimicamente mais primitivos. Como outros condritos CM, Murchison contém abundantes inclusões ricas em cálcio-alumínio. Mais de 15 aminoácidos, alguns dos componentes básicos da vida, foram identificados durante vários estudos deste meteorito.
Em janeiro de 2020, os astrônomos relataram que as partículas de carboneto de silício do meteorito Murchison foram determinadas como tendo 7 bilhões de anos, 2,5 bilhões de anos mais velhas do que os 4,54 bilhões de anos da Terra e do Sistema Solar, e o material mais antigo encontrado na Terra até hoje.

## Compostos orgânicos

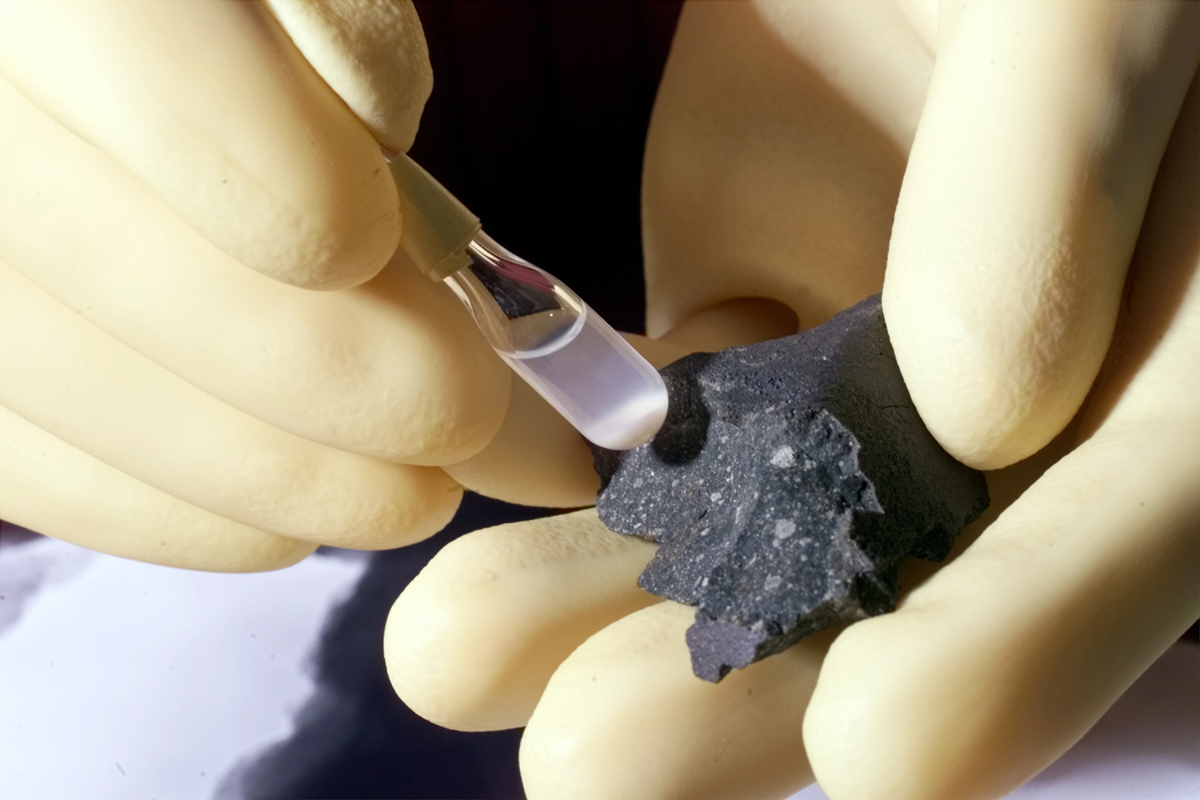
Fragmento do meteorito Murchison (à direita) e partículas individuais isoladas (mostrado no tubo de ensaio)

Murchison contém aminoácidos comuns, como glicina, alanina e ácido glutâmico, bem como outros incomuns, como isovalina e pseudoleucina. Uma mistura complexa de alcanos também foi isolada, semelhante à encontrada no experimento Miller-Urey. A serina e a treonina, geralmente consideradas contaminantes terrestres, estavam visivelmente ausentes nas amostras. Uma família específica de aminoácidos chamada diaminoácidos foi identificada também no meteorito Murchison.
O relatório inicial afirmava que os aminoácidos eram racêmicos e, portanto, formados de forma abiótica, porque os aminoácidos das proteínas terrestres são todos da configuração L. Mais tarde , descobriu-se que o aminoácido alanina, que também é um aminoácido proteico, tinha um excesso da configuração L, que levou vários cientistas a suspeitar de contaminação terrestre de acordo com o argumento de que seria "incomum para um abiótico decomposição estereosseletiva ou síntese de aminoácidos para ocorrer com aminoácidos proteicos, mas não com aminoácidos não proteicos ". Em 1997, excessos de L também foram encontrados em um aminoácido não proteico, a isovalina, sugerindo uma fonte extraterrestre para assimetria molecular no Sistema Solar. Ao mesmo tempo, excessos L de alanina foram encontrados em Murchison, mas com enriquecimento no isótopo 15, no entanto, o pareamento isotópico foi contestado posteriormente, em bases analíticas. Em 2001, a lista de materiais orgânicos identificados no meteorito foi estendida aos polióis.
| Classe composta            | Concentração ( ppm ) |
| -------------------------- | -------------------- |
| Aminoácidos                | 17-60                |
| Hidrocarbonetos alifáticos | > 35                 |
| Hidrocarbonetos aromáticos | 3319                 |
| Fulerenos                  | > 100                |
| Ácidos carboxílicos        | > 300                |
| Ácidos hidrocarboxílicos   | 15                   |
| Purinas e pirimidinas      | 1,3                  |
| Alcoóis                    | 11                   |
| Ácidos sulfônicos          | 68                   |
| Ácidos fosfônicos          | 2                    |
| Total                      | > 3911,3             |

O meteorito continha uma mistura de aminoácidos canhotos e destros; a maioria dos aminoácidos usados por organismos vivos são canhotos na quiralidade, e a maioria dos açúcares usados são destros. Uma equipe de químicos na Suécia demonstrou em 2005 que essa homoquiralidade poderia ter sido desencadeada ou catalisada, pela ação de um aminoácido canhoto como a prolina.
Várias linhas de evidência indicam que as porções internas de fragmentos bem preservados de Murchison são intocadas. Um estudo de 2010 usando ferramentas analíticas de alta resolução, incluindo espectroscopia, identificou 14.000 compostos moleculares, incluindo 70 aminoácidos, em uma amostra do meteorito. O escopo limitado da análise por espectrometria de massa fornece um potencial de 50.000 ou mais composições moleculares exclusivas, com a equipe estimando a possibilidade de milhões de compostos orgânicos distintos no meteorito.

### Nucleobases
Compostos de purina e pirimidina medidos foram encontrados no meteorito Murchison. As razões de isótopos de carbono para uracila e xantina de δ 13 C = +44,5 ‰ e +37,7 ‰, respectivamente, indicam uma origem não terrestre para esses compostos. Este espécime demonstra que muitos compostos orgânicos podem ter sido liberados pelos primeiros corpos do sistema solar e podem ter desempenhado um papel fundamental na origem da vida.